# وليام لين كرايغ
وليام لين كرايغ (بالإنجليزية: William Lane Craig)‏ وهو فيلسوف تحليلي ولاهوتي مسيحي أمريكي ولد في يوم 23 أغسطس 1949 في مدينة بيوريا في ولاية إلينوي في الولايات المتحدة وهو من أشهر اللاهوتيين الدفاعيين في العالم وهو من خريجي جامعة بيرمنغهام وجامعة لودفيش ماكسيميليان في ميونخ، وقد قام بمُناظرة عدة مروجي الإلحاد، منهم ريتشارد دوكينز وسام هاريس، كما ناظر المسلم شبير علي عدة مناظرات. وقد كتب عدة كُتُب منها الايمان المنطقي.

## حياته وتاريخه المهني
كان كريغ الثاني من بين ثلاثة أطفال ولدوا لمالوري ودوريس كريغ في بيوريا بولاية إلينوي. تسبب عمل والده في سكة الحديد في انتقال العائلة إلى كيوكوك بولاية أيوا، ثم انتقلوا إلى المكتب المنزلي في إيست بيوريا. وفي عام 1960، بينما كان طالبًا في جامعة إيست بيوريا (1963-1967) أصبح كريج مناظرًا للبطولة ومتحدثًا علنيًا، حيث تم تعيينه في فريق المناقشة في جميع بطولات الولاية والفوز ببطولة الولاية.
وفي سبتمبر 1965، في سنة تخرجه، اعتنق وليام المسيحية، ثم التحق كلية ويتون بعد تخرجه من المدرسة الثانوية، وتخصص في الاتصالات. تخرج كريج عام 1971 وتزوج في العام التالي بزوجته يان، التي التقى بها أثناء عمله في منظمة كرو. وفي عام 2014، تم اختياره كخريج السنة في كلية ويتون.
التحق وليام في عام 1973 بأحد برامج فلسفة الدين في مدرسة الثالوث الإنجيلية اللاهوتية شمال شيكاغو، حيث درس تحت إشراف نورمان جيزلر.
وفي عام 1975، بدأ وليام دراسات الدكتوراه في الفلسفة في جامعة برمنغهام في إنجلترا، وكتب عن الحجة الكونية تحت إشراف جون هيك. جاء نتيجةً لهذه الدراسة أول كتاب له حجة الكلام الكونية The Kalam Cosmological Argument (عام 1979)، وهو دفاع عن الحجة التي واجهها لأول مرة أثناء عمله مع هيك. حصل وليام على زمالة ما بعد الدكتوراه في عام 1978 من مؤسسة ألكسندر فون هومبولت لمتابعة البحث في تاريخ قيامة يسوع تحت إشراف وولفهارت بانينبيرغ في جامعة لودفيغ ماكسيميليان في ميونخ (Ludwig-Maximillians-Universität München) في ألمانيا. أدت دراسته في ميونيخ إلى الحصول على درجة الدكتوراه الثانية، حيث كانت هذه الدكتوراه في علم اللاهوت، ثم نشر في عام 1984 أطروحة الدكتوراه، «الحجة التاريخية لقيامة يسوع أثناء الخلاف الربوبي الجدلي» ( 1985).
انضم وليام إلى كلية الثالوث الإنجيلية اللاهوتية في عام 1980، حيث قام بتدريس فلسفة الدين للسنوات السبع القادمة. وفي عام 1982، تلقى وليام دعوة لمناقشة الفيلسوف كاي نيلسن في جامعة كالجاري بكندا، حول مسألة وجود الله، ومنذ ذلك الحين ناقش العديد من الفلاسفة والعلماء، والعلماء التوراتيون.
بعد عام واحد قضاها في كلية ويستمونت على مشارف سانتا باربارا بولاية كاليفورنيا، انتقل وليام في عام 1987 مع زوجته واثنين من أطفاله الصغار إلى أوروبا، حيث تابع بحثًا لمدة سبع سنوات كأستاذ زائر في جامعة لوفان الكاثوليكية في بلجيكا. أصدر وليام خلال تلك الفترة البحث سبعة كتب، من بينها الله، والوقت، والإبداع (2001). وفي عام 1994، انضم كريج إلى قسم الفلسفة والأخلاق في مدرسة مدرسة تالبوت لدراسة علم اللاهوت في ضواحي لوس أنجلوس كأستاذ باحث للفلسفة، وهو المنصب الذي يشغله حاليًا، ثم تدرّج في المناصب إلى أن أصبح أستاذاً للفلسفة في جامعة هيوستن المعمدانية في عام 2014. وفي عام 2016 ، تم تسمية كريج على أنه خريج السنة من مدرسة الثالوث الإنجيلية اللاهوتية. في عام 2017، أنشأت بيولا مركزًا دائمًا للهيئات التعليمية وكرسيًا شرفيًا باسم وليام لين كرايج داوود في الفلسفة، تكريمًا لمساهمات ويليام لين كرايج الأكاديمية. كما تم اختيار الدكتور كريج من بين أكثر 50 فلاسفة أحياء تأثيرًا.

## روابط خارجية
- وليام لين كرايغ على موقع ميوزك برينز (الإنجليزية)